# Glacier d'Armancette
Le glacier d'Armancette est un glacier de France situé dans le massif du Mont-Blanc, sur la commune des Contamines-Montjoie.

## Géographie
Le glacier nait sur l'ubac des dômes de Miage à près de 3 700 mètres d'altitude et s'écoule vers l'ouest-nord-ouest en direction des chalets d'Armancette qui lui ont donné son nom. Ses eaux de fonte donnent naissance au nant d'Armancette qui s'écoule dans la combe du même nom et où se trouve également le lac d'Armancette. Le glacier d'Armancette est entouré au nord par le glacier de Covagnet, au sud par le glacier de la Bérangère de l'autre côté de l'aiguille du même nom et au sud-est par le glacier de Tré-la-Tête sur l'autre versant des dômes de Miage.

## Histoire
Le 24 décembre 2014 et alors que les conditions semblaient excellentes avec un faible risque annoncé, deux alpinistes expérimentés, frères jumeaux de 22 ans, décèdent sur le glacier, emportés par une importante avalanche de plaque déclenchée en partie haute du glacier.
Le 9 avril 2023, une importante avalanche partie du glacier emporte quinze personnes pratiquant le ski de randonnée dans la combe d'Armancette en contrebas ; l'avalanche fait six morts et un blessé, les autres personnes parvenant à s'en sortir sans dommages,.

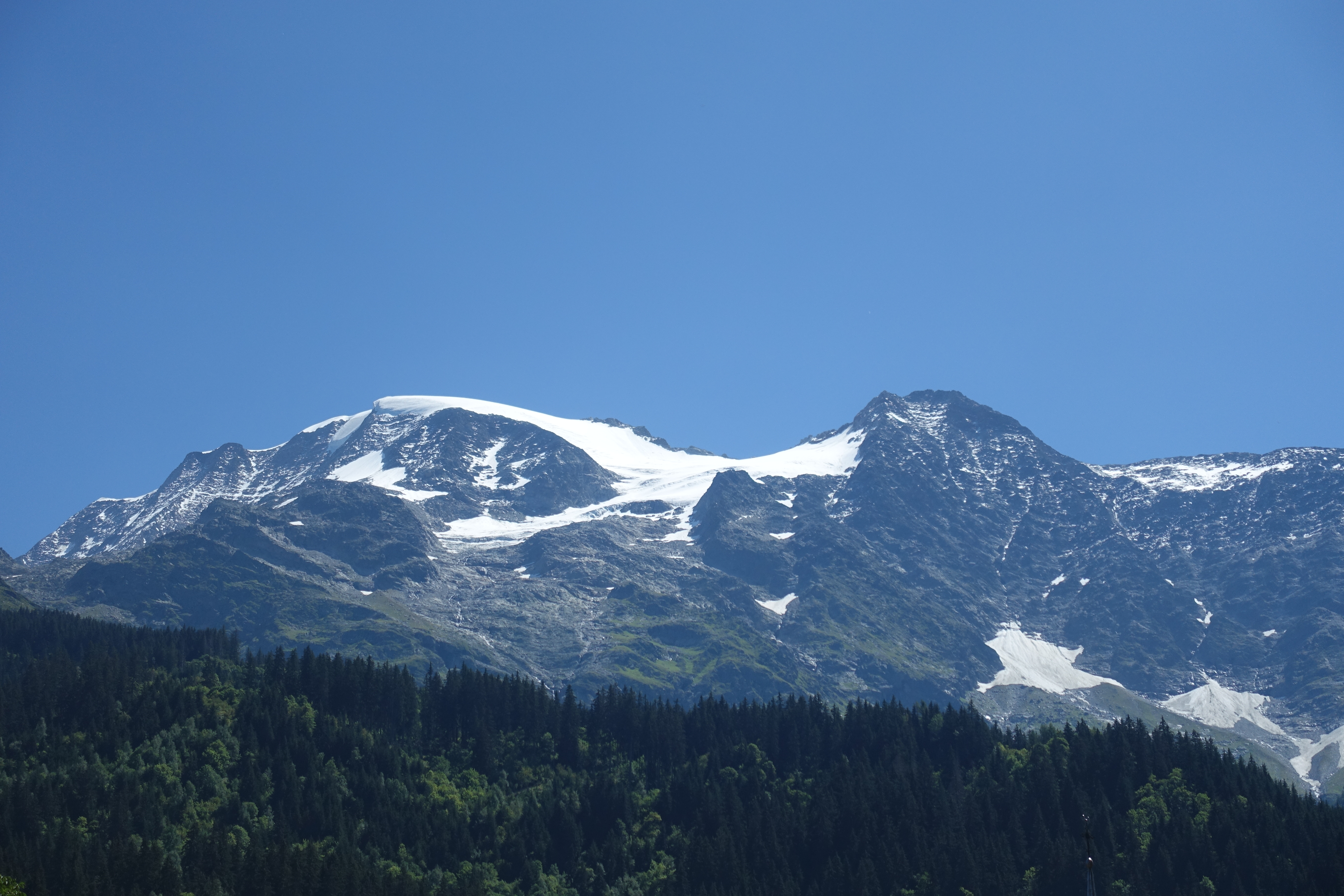
Le glacier d'Armancette dominé par les dômes de Miage (à gauche) et l'aiguille de la Bérangère (à droite) vus depuis les Contamines-Montjoie à l'ouest.